# Polestar 4
Polestar 4 – elektryczny samochód osobowy typu crossover klasy średniej produkowany pod chińsko-szwedzką marką Polestar od 2023 roku.

## Historia i opis modelu

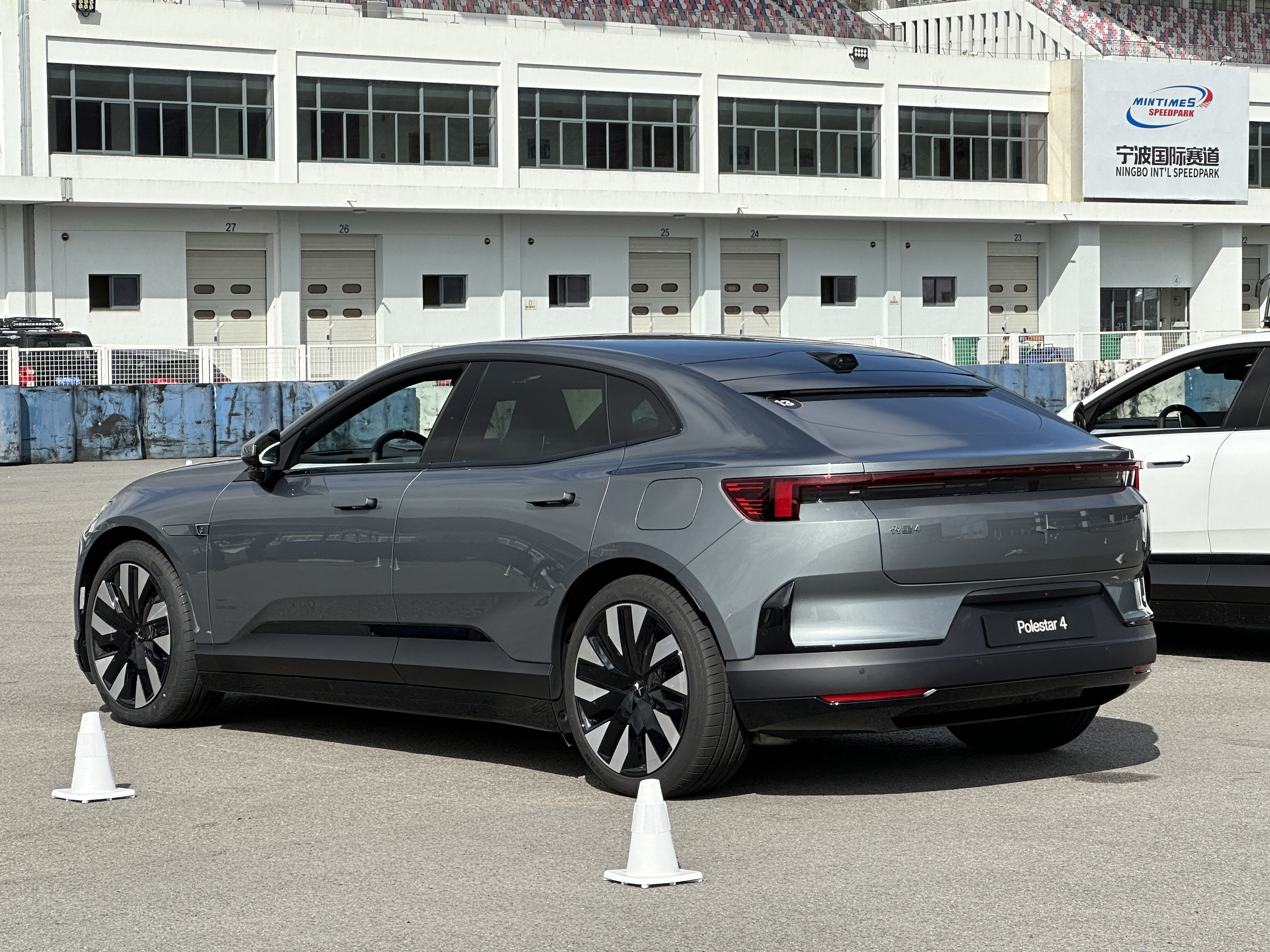
Polestar 4 - tył

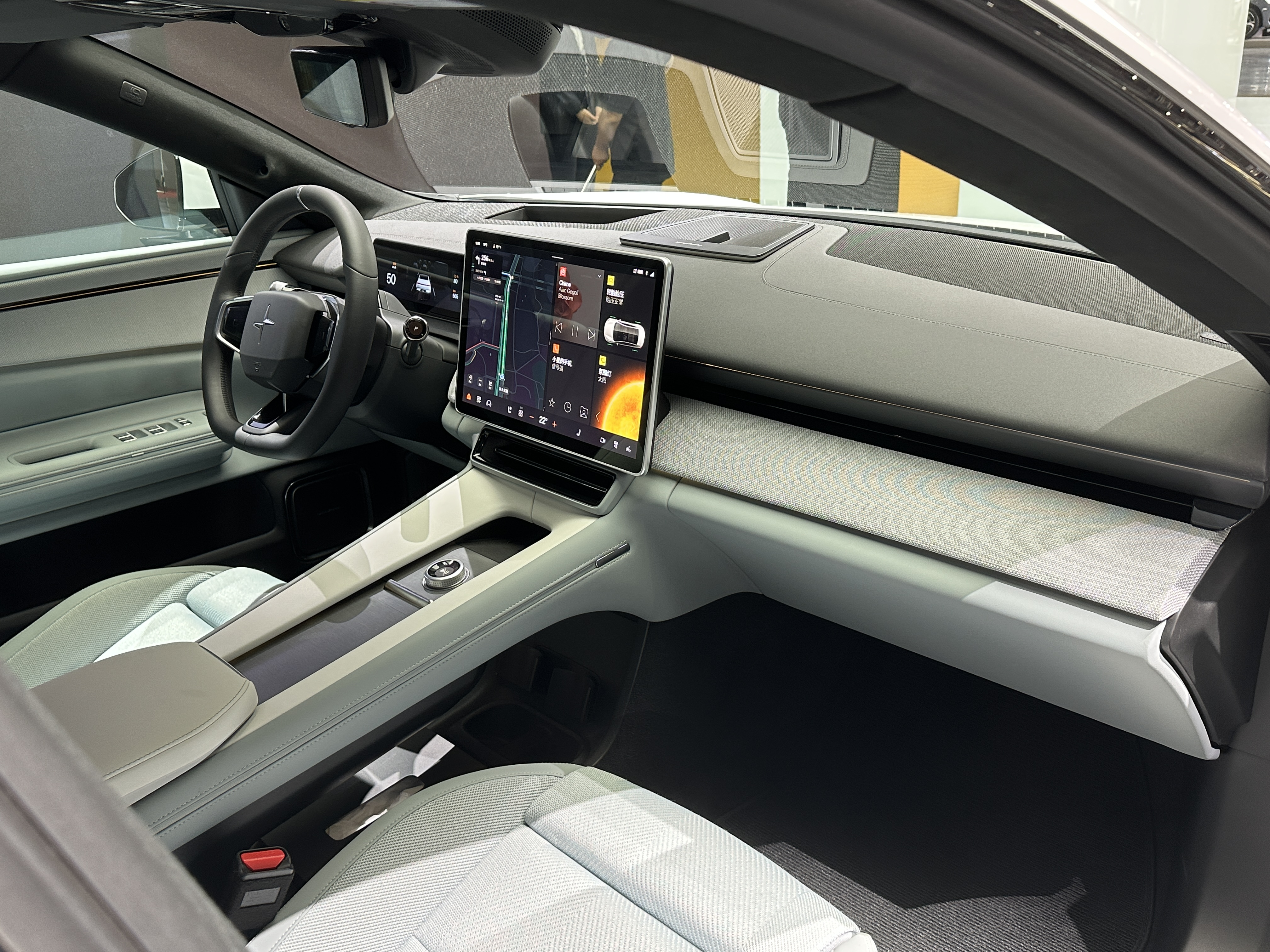
Polestar 4 - kokpit

W kwietniu 2023 podczas międzynarodowych targów samochodowych Shanghai Auto Show miała miejsce globalna premiera czwartego modelu od momentu powstania chińsko-szwedzkiego producenta w 2017 roku. Polestar 4 przyjął postać średniej wielkości crossovera utrzymanego w estetyce coupé dzięki łagodnie opadającej linii dachu ku ostro zakończonemu tyłowi. Samochód zaadaptował nowy język stylistyczny firmy zainaugurowany przez prototyp Precept z 2020 roku, wyróżniając się m.in. podwójnymi reflektorami o strukturze zwróconych ku sobie bumerangów, szpiczastym przodem pozbawionym wlotu powietrza, wygładzoną strukturą nadwozia z chowanymi klamkami czy wąską jednoczęściową listwą świetlną wieńczącą tylną część nadwozia. Najbardziej charakterystycznym i zarazem nietypowym rozwiązaniem zostało pozbawienie tylnej części nadwozia szyby, zamiast której wydłużono krawędź szklanego dachu oraz powierzchnię klapy bagażnika. Brak tego elementu producent rekompensuje obrazem z kamery ukrytej w krawędzi dachu, który przenoszony jest na lusterko wsteczne.
Kabina pasażerska została utrzymana w loftowo-minimalistycznym wzornictwie stanowiącym ewolucję dotychczas stosowanej estetyki w modelach Polestara. Środkowy tunel poprowadzono pod kątem, prowadząc go ku konsoli centralnej z rozbudowanym, pojedynczym nawiewem. Zamiast pionowej orientacji, centralny ekran dotykowy o przekątnej 15,4 cala z systemem operacyjnym Google zyskał poziomą orientację. Przed kierowcą umieszczono cyfrowe wskaźniki o przekątnej 10,2 cala, z kolei wyświetlacz HUD zyskał łączną przekątną 14,7 cala. Maksymalizację przestrzeni w 5-osobowej kabinie pasażerskiej ma zapewnić relatywnie duży, 2999-milimetrowy rozstaw osi.

### Sprzedaż
Zgodnie z dotychczasową polityką modelową firmy, Polestar 4 trafił do produkcji w pierwszej kolejności w chińskich zakładach w Hangzhou. Dostawy pierwszych egzemplarzy do nabywców rozpoczęły się najpierw na rynku chińskim w listopadzie 2023. Kolejnym dużym rynkiem zbytu jest Europa Zachodnia, z dostawami pierwszych sztuk do klientów poczynając od lutego 2024 roku. Na potrzeby rynku Ameryki Północnej i Korei Południowej, poczynając od drugiej połowy 2025 roku, do produkcji Polestara 4 oddelegowano także leżące w Busan zakłady Renault Korea Motors, powiązanego kapitałowo z Geely.

### Dane techniczne
Polestar 4 to samochód w pełni elektryczny, który powstał w dwóch wariantach napędowych. Podstawowy Single Motor napędzany jest silnikiem elektrycznym przy tylnej osi o łącznej mocy 272 KM i 343 Nm maksymalnego momentu obrotowego, rozpędzając się do 100 km/h w 7,4 sekundy. Litowo-jonowa bateria o pojemności 94 kWh ma oferować maksymalnie ok. 510 kilometrów zasięgu w cyklu mieszanym. Topowy wariant Dual Motor przenosi łączna moc 544 KM na obie osie za pomocą dwóch silników, oferując 686 Nm maksymalnego momentu obrotowego i 3,8 sekundy sprintu do 100 km/h. Taka sama 94 kWh bateria przewiduje ok. 475 kilometrów maksymalnego zasięgu w cyklu mieszanym. Polestar 4 Dual Motor to najszybszy dotychczasowy samochód firmy.